# جوزيف بارسالو (طبيب)
جوزيف بارسلو (بالفرنسية: Joseph Barsalou)‏ (1600-1660م) عطار فرنسي وطبيب.

## السيرة
ولد جوسيف بارسلو في آجان في جنوب غرب فرنسا، لعائلة مشهورة بممارسة العطارة، ويعود أصلها إلى أربونة. لم يتلق جوزيف برسالو أي تدريب طبي رسمي، وإنما تلقى من والده خبرته بالأعشاب والمعادن. ومن خلال صداقته مع عائلة سكاليجيه، تمكن جوزيف من الوصول إلى مكتبة يوليوس قيصر سكاليجيه وابنه جوزيف يوستوس سكاليجيه كان يوليوس قيصر سكاليجيه طبيبًا وفيلسوفًا ومعلقًا لأرسطو. وكان ابنه جوزيف يوستوس سكاليجيه باحثًا ولغويًا ومؤرخًا. واستطاع بارسلو بذلك أن يزيد على معرفته التقليدية بالأعشاب دراسة مقدمات في الطب والفلسفة وقراءات لجالينوس وأرسطو وفيثاغورس.
كانت أجان في أوائل القرن السابع عشر عند مفترق طرق النقاش الديني الذي يدور حول الإيمان البروتستانتي الجديد،  وفضلت المنطقة الإصلاحيين. وكانت نيراك، جارتها ومنافستها، العاصمة السياسية والفكرية للبروتستانت الفرنسيين. وبموجب مرسوم نيراك عام 1579 فقد أعطي البروتستانت الفرنسيين 14 بلدة أخرى محمية وأقر مرسوم بواتييه الذي يعترف بالحقوق الدينية للبروتستانت في فرنسا. وقد أغرى الإصلاحيون جوزيف يوستوس ليصبح أحد أعظم علماءهم. ولكن حياة جوزيف بارسالو اتخذت اتجاه مختلفًا عن سلفه، إذ انجذب نحو افينيون وروما، مركزَيْ الكنيسة الكاثوليكية الرومانية .
كطبيب قام جوزيف بارسالو بمعالجة الناس في مدينة أجان وحولها. ومع كثرة المعارك السياسية والدينية التي دارت رحاها بالقرب من المنطقة، عانت المنطقة من العديد من الأمراض: السل، التيفوس ، الاسقربوط وأمراض أخرى. توفي العديد من الأطباء باتصالهم مع المرضى، بينما نجا جوزيف برسالو ونال سمعة محلية عظيمة شهدت على مهاراته كطبيب.
خلال رحلاته في جنوب فرنسا، تعرف بارسالو على فيليب جاك دي موساك، رئيس محكمة مونبلييه . وقد ظل الاثنان صديقين مقربين أثناء حياتهما وتبادلا عددًا من الرسائل.  ويُعتقد أن فيليب جاك دو موساك هو من قدم جوزيف بارسالو إلى أنطونيو باربيريني مما مهد له الانتقال إلى إيطاليا لاحقاً.
في عام 1640 ، طُلب من جوزيف بارسالو علاج أنطونيو باربيريني، ابن شقيق البابا أوربان الثامن وملك أفينيون الذي عانى من حمى في زيارة إلى أفينيون في جنوب فرنسا. وعندما استعاد باربيريني صحته، أصر على أن يصبح على بارسالو طبيبه الشخصي ونقله إلى باريس وروما .
خلال الفترة التي قضاها مع أنطونيو باربيريني، قُدّم بارسالو إلى تشارلز بوفارد الذي كان طبيباً للملك لويس الثالث عشر ملك فرنسا ومدير حديقة دو روا في باريس الحديقة الطبية الجديدة للملك، والمعروفة الآن باسم حديقة النباتات .  جمع بارسالو وبوفارد اهتمامٌ عميق بالطب والعلاجات العشبية، وتبادلا الأفكار حول الوصفات والعلاجات لمجموعة متنوعة من الحالات: السل والتيفوس والكوليرا والطاعون .
ولكن منصب بارسالو في روما كان معتمداً على قوة عائلة باربيريني. وفي عام 1644م تم استدعاؤه لمساعدة أوربان الثامن أثناء احتضاره. ومع تولي البابا إنوسنت العاشر الجديد، وخزي عائلة باربيني اللاحق بالفساد والمحسوبية، فقد بصر بارالو لصالحه واضطر إلى مغادرة المدينة البابوية. 
قضى بارسالو أعوامه من 1644 إلى 1649 في فلورنسا تحت رعاية الدوق الأكبر فرديناندو الثاني دي ميديسي . في ذلك الوقت كانت فلورنسا مركزًا للمعرفة التجريبية الحديثة. وكان فرديناندو الثاني راعيًا للعلوم وطالبًا لجاليليو نفسه، وأسس أكاديمية التجريب في عام 1642 وجذب أذكى العقول في ذلك الوقت. ومن بين العلماء الذين كانوا يعملون هناك في ذلك الوقت إيفانجيليستا توريسيلي وفينشنزو فيفياني وجيوفاني ألفونسو بوريلي .
وفي عام 1650 عاد إلى مونبلييه في فرنسا، حيث اعتنى بصديقه الدائم فيليب جاك دو موساك، الذي توفي في نفس العام. ثم ذهب بارسالو إلى آجان بشكل دائم ومارس عمله في المنطقة. وتوفي عام 1660.

## عمله
جمع مارس بارسالو بين المعرفة التقليدية وأساليب أجداده التي تعززت من خلال التجربة والخطأ عبر الأجيال وتأثرت بالممارسات الخيميائية.  وكان على دراية بالنصوص الطبية اليونانية الكلاسيكية، وبمبادئ جالينوس مثل إراقة الدماء . في وقت لاحق، أعاد بارسلو التفكير في نهجه أثناء اتصاله مع علماء فلورنسا وممارساتهم التجريبية الحديثة.
خلال السنوات التي قضاها في فلورنسا، تطورت أفكار بارسالو بسرعة. كتب إلى صديقه تشارلز بوفارد عن التجارب التي أجراها لإنشاء إكسير جديد. وحاول فهم خصائص الشفاء من النباتات والمعادن. ربما وجد بارسالو إلهامه في مجموعة واسعة من الأفكار التي انتشرت في ذلك الوقت، من النصوص الكيميائية لجابر إلى أعمال فيبوناتشي في الأرقام ومبادئ فيثاغورس وغيرها. وله رسالة أوضح كيف حاول فهم قوة النباتات من خلال الأرقام.
وعلى الرغم من ذلك، لم يكن جوزيف بارسالو خيميائيًا: لا توجد إشارة في رسائله إلى البحث عن حجر الفيلسوف أو تحويل المعدن إلى ذهب. 
بصرف النظر عن الرسائل الموجهة إلى تشارلز بوفارد ودي موساك، لم يكتب بارسالو أي خلاصة وافية عن عمله. قد يعود السبب إلى أسباب مهنية دعته إلى الغموض، أو الخوف من اضطهاد الكنيسة أو مجرد حقيقة أن العديد من الكتابات المشابهة قد اعتبرت خيمياء ، وبالتالي ارتبطت كثيراً بالمشعوذين.

## روابط خارجية
- صور ومقالات عن الخيمياء